# Fabián Antúnez
Edgardo Fabián Antúnez-Percíncula Kaenel SJ (ur. 15 maja 1969 w Resistencia) – urugwajski duchowny katolicki, jezuita, biskup San José de Mayo od 2021.

## Życiorys
Święcenia kapłańskie otrzymał 29 lipca 2006 w zgromadzeniu jezuitów, a 12 marca 2015 złożył w nim profesję wieczystą. Przez wiele lat pracował jako dyrektor ds. duszpasterstwa w zakonnym kolegium w Montevideo. W 2015 został przełożonym tamtejszej wspólnoty zakonnej, a w 2019 objął funkcję rektora kolegium.
30 czerwca 2021 papież Franciszek mianował go ordynariuszem diecezji San José de Mayo. Sakry udzielił mu 22 sierpnia 2021 kardynał Daniel Sturla.